# Tobias Buddensieg
Tobias Buddensieg (* 1955 in Hamburg; † 2010 in Berlin) war ein deutscher freischaffender und künstlerischer Fotograf.

## Leben
Tobias Buddensieg verbrachte einige Kindheitsjahre in Italien. Mit sieben Jahren siedelte seine Familie – sein Vater war der Kunsthistoriker Tilmann Buddensieg (1928–2013) – nach Berlin um, wo er seitdem, unterbrochen durch einige USA-Aufenthalten, lebte.
Sozial und künstlerisch engagiert, studierte er ab 1979 an der Hochschule der Künste in Berlin Kommunikationsgestaltung und arbeitete ab 1981 als freischaffender Fotograf. Neben Auftragsarbeiten u. a. bei der Internationalen Bauausstellung Berlin, und eigenen, auch filmischen Projekten, leitete er 1987–1994 den Bereich Fotografie am Kulturzentrum Schlesische 27, Berlin, und 2002–2004 den Bereich Digitale Fotografie am Rechenzentrum der Humboldt-Universität zu Berlin.
Für seine überformatigen Arbeiten mit einem Möbelwagen als Camera obscura wurde Buddensieg 1993 vom Berliner Senat für kulturelle Angelegenheiten mit einem Stipendium ausgezeichnet. 2007 eröffnete er ein Ladenatelier in Berlin-Kreuzberg, das „Büro für innere und äußere Angelegenheiten“.

## Ausstellungen (Auswahl)
- 1990 „Camera Obscura - Möbelkoffer als Fotoapparat“, Galerie Kulturhaus Treptow, Berlin
- 1991 „Budapest in Blau“, bei Nashua Kft., Budapest
- 1992 „Waisenhäuser nach der 1. Hilfe“ (Film und Fotografien), Rumänien
- 1999–2000 „claravista“, Projektionen im öffentlichen Raum, Berlin-Kreuzberg
- 2003 „InMotion“, Porträts, Galerie EyeLoveYou, Berlin
- 2004 „Die Brüder Grimm in Berlin“, Foyer der Humboldt-Universität zu Berlin (Wanderausstellung)
- 2004 „Portraits“, Galerie im Grenzbereich, Engelbecken, Berlin
- 2006 „Wahlverwandtschaften“, arte regionale IV, Kunsthalle Osnabrück
- 2006 „Blumenbilder“, Ausstellung im „Imbiss von 11°° bis 11°°“, Berlin-Tiergarten
- 2018 „Retrospektive“, REDSdeli, Berlin-Kreuzberg

## Publikationen
- 1998 „Imagination & Illustration“, Porträt-Serie von Schauspielern und Tänzern
- 1999–2001 Museum für Naturkunde Berlin, print, video und screen, Katalog
- 2000 Ausstellungskatalog „Sieben Hügel“, Martin-Gropius-Bau, Berlin
- 2001 Ausstellungskatalog „Theatrum naturae et artis“, Martin-Gropius-Bau, Berlin
- 2007 Ausstellungsführer Museum für Naturkunde, Berlin
- 2008 „Momente der Evolution“, VolkswagenStiftung, Hannover